# Ivã VI da Rússia
Ivã VI (São Petersburgo, 23 de agosto de 1740 – Shlisselburg, 16 de julho de 1764) foi o Imperador da Rússia de 1740 até ser deposto em 1741 por sua prima distante Isabel em um golpe de estado. Era filho da grã-duquesa Ana Leopoldovna da Rússia e seu marido o duque Antônio Ulrico de Brunsvique-Volfembutel. Depois de ser deposto, Ivã viveu o resto da sua vida em cativeiro junto com a família até ser morto por seus próprios guardas após alguns oficiais militares terem tentado libertá-lo.

## Imperador da Rússia
A sua tia-avó Imperatriz Ana adotou-o às oito semanas de vida e declarou-o seu sucessor em 5 de Outubro de 1740. Com a morte de Ana (17 de Outubro no calendário juliano/28 de Outubro no calendário gregoriano, de 1740) Ivã foi proclamado Imperador, e no dia seguinte Ernst Johann von Biron, duque da Curlândia, tornou-se regente. Com a queda de Biron (8 Novembro), a regência passou para a sua mãe, embora tenha sido o vice-chanceler Andrei Osterman que conduzia a governação.

## Prisioneiro
Catorze meses depois um golpe de estado colocava a Imperatriz Isabel no trono (6 de Dezembro de 1741), e Ivã e a sua família foram aprisionados na fortaleza de Dunamunde (13 de Dezembro de 1742).

## Morte
Em 1762 subiu ao trono a Imperatriz Catarina II e foram dadas ordens rigorosas ao oficial responsável pela sua detenção: Perante qualquer tentativa de fuga, o preso Ivã deveria ser fuzilado. Em nenhuma circunstância poderia ser entregue vivo nas mãos de alguém. Mas a esta altura vinte anos de prisão haviam afectado o seu equilíbrio mental, e apesar do mistério que o rodeava, estava consciente da sua origem imperial, e sempre se chamava Gosudar (o soberano). Apesar de terem sido dadas ordens para mantê-lo ignorante, permitiam-lhe ler as suas cartas e a sua Bíblia. Do mesmo modo a sua residência em Schlüsselburg não poderia permanecer oculta para sempre, e a sua descoberta seria a causa da sua ruína. Um sub-tenente, Vasily Mirovich, averiguou sobre si, e idealizou um plano para o libertar e proclamar Imperador. À meia-noite de 5 de Julho de 1764, Mirovich persuadiu um sector da guarnição, deteve o comandante, Berednikov, e exigiu a entrega de Ivã. Os seus carcereiros finalmente assassinaram-no.